# 万西-勒伊和马尼
万西-勒伊和马尼（法語：Vincy-Reuil-et-Magny，法語發音：[vɛ̃si ʁœj e maɲi]）是法国上法兰西大区埃纳省的一个市镇，位于该省东北部，属于拉昂区。该市镇于1790-1794年间由万西（Vincy）、勒伊（Reuil）和马尼（Magny）合并而成。

## 地理
万西-勒伊和马尼（49°43'2"N, 4°3'36"E）面积11.78 平方千米，位于法国上法蘭西大區埃纳省，该省份为法国北部内陆省份，北起北部省，西接索姆省和瓦兹省，东临阿登省和马恩省，西南至塞纳-马恩省，东北部与比利时接壤。
与万西-勒伊和马尼接壤的市镇（或旧市镇、城区）包括：绍尔斯、蒙科尔内、雷讷瓦勒、圣热讷维耶沃、苏瓦兹。

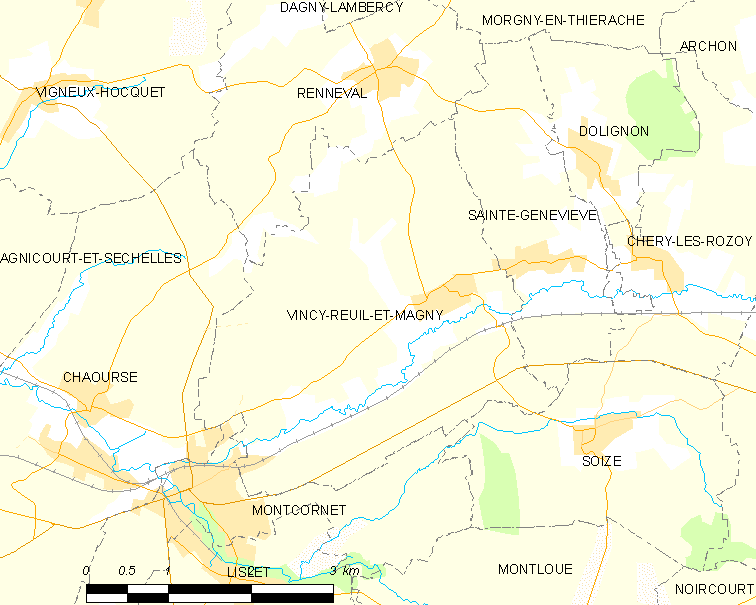
万西-勒伊和马尼的OSM定位图

万西-勒伊和马尼的时区为UTC+01:00、UTC+02:00（夏令时）。

## 行政
万西-勒伊和马尼的邮政编码为02340，INSEE市镇编码为02819。

## 政治
万西-勒伊和马尼所属的省级选区为韦尔万县。

## 人口

1962-2008年间万西-勒伊和马尼人口变化图示

万西-勒伊和马尼于2022年1月1日时的人口数量为103人。